# Joris Nieuwenhuis
Joris Nieuwenhuis (ur. 11 lutego 1996 w Doetinchem) – holenderski kolarz szosowy i przełajowy.

## Osiągnięcia

### Kolarstwo szosowe
Opracowano na podstawie:
2016
- 1. miejsce w klasyfikacji górskiej Boucles de la Mayenne

2020
- 3. miejsce w Paryż-Tours

### Kolarstwo przełajowe
Opracowano na podstawie:

2016
- 3. miejsce w klasyfikacji generalnej Pucharu Świata U23
- 2. miejsce w mistrzostwach Europy U23

2017
- 1. miejsce w klasyfikacji generalnej Pucharu Świata U23
- 1. miejsce w mistrzostwach świata U23

2018
- 2. miejsce w mistrzostwach świata U23

## Rankingi

### Kolarstwo szosowe
| Rok             | 2018  | 2019 | 2020 | 2021  | 2022 |
| --------------- | ----- | ---- | ---- | ----- | ---- |
| World Ranking   | 1589. | 403. | 283. | 2301. | 970. |
| UCI Europe Tour | 1023. | 321. | 231. | 1534. | 706. |
|                 |       |      |      |       |      |
| Źródło: UCI     |       |      |      |       |      |